# بيل بوتنام
بيل بوتنام (بالإنجليزية: Bill Putnam)‏ هو كاتب أغاني ومهندس ومهندس الصوت ومنتج أسطوانات أمريكي، ولد في 20 فبراير 1920 في دانفيل في الولايات المتحدة، وتوفي في 13 أبريل 1989 في ريفرسايد في الولايات المتحدة.

## وصلات خارجية
- بيل بوتنام على موقع ميوزك برينز (الإنجليزية)
- بيل بوتنام على موقع أول ميوزيك (الإنجليزية)
- بيل بوتنام على موقع ديسكوغز (الإنجليزية)
- بيل بوتنام على موقع ديسكوغز (الإنجليزية)